# John Griggs Thompson
John Griggs Thompson (13 de octubre de 1932, Ottawa, Kansas) es un matemático estadounidense conocido por sus trabajos sobre los grupos finitos. Recibió la Bachelor of Arts de la Universidad de Yale en 1955. Se doctoró en la Universidad de Chicago en 1959 bajo la supervisión de Saunders Mac Lane. Actualmente es profesor emérito de matemática pura en la Universidad de Cambridge y de matemáticas en la Universidad de la Frontera de Temuco, Chile.
Thompson es una de las figuras claves en el progreso obtenido en la clasificación de los grupos finitos simples. Otra de sus grandes contribuciones se da en la teoría de Galois inversa. 
Por sus trabajos ha recibido la Medalla Fields en 1970, el Premio Wolf en 1992 y el Premio Abel en 2008